# André Emmerich
André Emmerich (geboren 1. Oktober 1924 in Frankfurt am Main; gestorben 25. September 2007 in New York City) war ein US-amerikanischer Kunsthändler und Galerist deutscher Herkunft. Emmerich präsentierte vor allem Künstler der Farbfeldmalerei und der Präkolumbischen Kunst.

## Leben
André Emmerich wurde 1924 als eines von zwei Kindern des Rechtsanwalts Hugo Emmerich (1884–1961) und Lily Emmerich (geborene Marx; 1896–1963) in Frankfurt am Main geboren. Die jüdische Familie emigrierte wegen des sich verstärkenden Antisemitismus 1931 nach Amsterdam und 1940 schließlich nach New York City.
Der mittellose Emmerich konnte dank eines Stipendiums von 1942 bis 1944 Kunstgeschichte am Oberlin College studieren. Nach Ende des Zweiten Weltkrieges lebte er zehn Jahre als Journalist in Paris, wo er für Kunstzeitschriften wie Réalités oder Connaissance des Arts sowie die Pariser Ausgabe der New York Herald Tribune und Time-Life International schrieb.
1954 eröffnete er die André Emmerich Gallery in New York, zuerst auf der East 64th Street und ab 1959 im Fuller Building auf der 57th Street. Emmerich präsentierte bereits in den 1950er und 1960er Jahren führende Farbfeldmalerei-Künstler wie Morris Louis, Kenneth Noland, Jules Olitski und Helen Frankenthaler. Weitere von ihm ausgestellte Künstler waren unter anderem David Hockney, Sam Francis, Anthony Caro, Al Held, Herbert Ferber, Karel Appel, Pierre Alechinsky und John Hoyland.
Emmerich fungierte von 1972 bis 1974 und erneut von 1991 bis 1994 als Präsident der Art Dealers Association of America.
Ab 1982 betrieb Emmerich in Pawling nordöstlich von New York City den Skulpturenpark Top Gallant, in dem er monumentale Werke von Anthony Caro, Alexander Liberman, Alexander Calder, Mark di Suvero, George Rickey und Keith Haring ausstellte. 1996 gab er den Betrieb des Parks auf und verkaufte auch seine New Yorker Galerie an das Auktionshaus Sotheby’s, das die Galerie zu seinem Leidwesen aber bereits zwei Jahre später komplett schloss.
Aus Emmerichs erster Ehe mit Constance Emmerich gingen die drei Söhne Adam, Toby und Noah Emmerich hervor. In zweiter Ehe war er bis zu seinem Tod mit Susanne Emmerich verheiratet. André Emmerich starb Ende September 2007 im Alter von 82 Jahren in seiner Wohnung in Manhattan an den Folgen eines Schlaganfalls.

## Autobiografie
- My Life with Art. Ruder Finn Press, 2006, 250 Seiten, ISBN 9781932646238.